# Тейшейра-Соарис
Тейшейра-Соарис (порт. Teixeira Soares) — муниципалитет в Бразилии, входит в штат Парана. Составная часть мезорегиона Юго-восток штата Парана. Входит в экономико-статистический микрорегион Прудентополис. Население составляет 8315 человек на 2006 год. Занимает площадь 902,793 км². Плотность населения — 9,2 чел./км².

## История
Город основан 14 июля 1917 года.

## Статистика
- Валовой внутренний продукт на 2003 год составляет 116 426 661,00 реалов (данные: Бразильский институт географии и статистики).
- Валовой внутренний продукт на душу населения на 2003 год составляет 14 098,65 реалов (данные: Бразильский институт географии и статистики).
- Индекс развития человеческого потенциала на 2000 год составляет 0,738 (данные: Программа развития ООН).

## География
Климат местности: субтропический. В соответствии с классификацией Кёппена, климат относится к категории Cfa.